# Bad Schmiedeberg

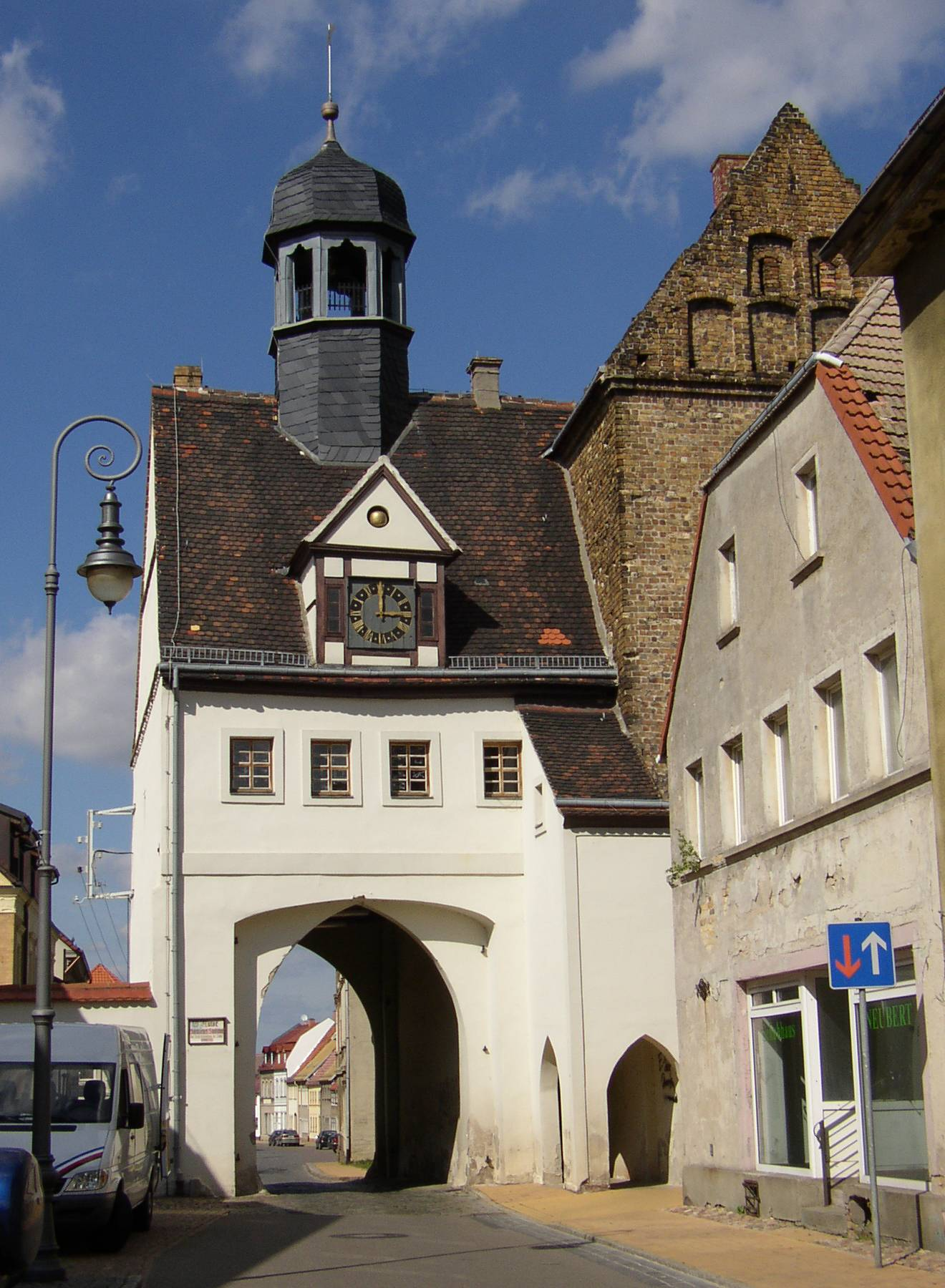
Brama miejska

Bad Schmiedeberg – miasto uzdrowiskowe w Niemczech, w południowo-wschodniej części kraju związkowego Saksonia-Anhalt, w powiecie Wittenberga. Liczy 9 162 mieszkańców (2009). Wokół miasta rozciąga się rezerwat przyrody – Dübener Heide.

## Historia
Pierwsza wzmianka o mieście pochodzi z 1206 roku, prawa miejskie otrzymał zaś w 1350. W 1453 powstał gotycki kościół katolicki, który później uległ nurtowi protestanckiemu.
1 lipca 2009 do miasta przyłączono miasto Pretzsch (Elbe) oraz gminy Korgau, Meuro, Priesitz, Schnellin, Söllichau i Trebitz.

## Polityka
Rada miasta Bad Schmiedeberg składa się z 20 radnych, wybieranych w wyborach powszechnych. Ostatnie jakie przeprowadzono zakończyły się następującymi wynikami:
- 9 miejsc – Unia Chrześcijańsko-Demokratyczna
- 3 miejsca – Wolna Partia Demokratyczna
- 3 miejsca – die Linke
- 1 miejsce – Socjaldemokratyczna Partia Niemiec
- 2 miejsca – Bürger wollen was Bewegen
- 2 miejsca – Feuerwehren der Elbe-Heiderandgemeinden

Burmistrzem od 3 kwietnia 2005 jest Stefan Dammhayn.

## Zobacz też

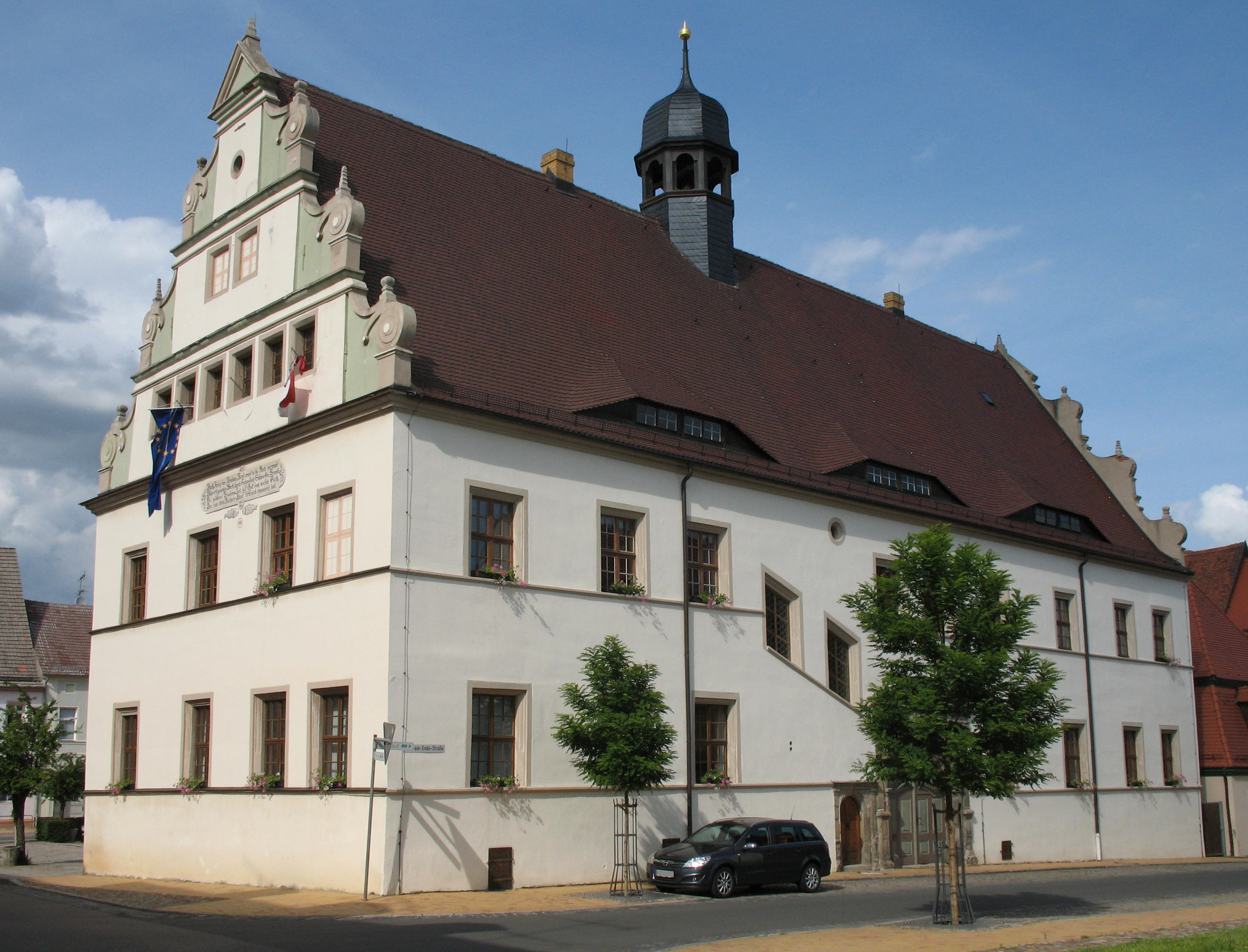
Ratusz
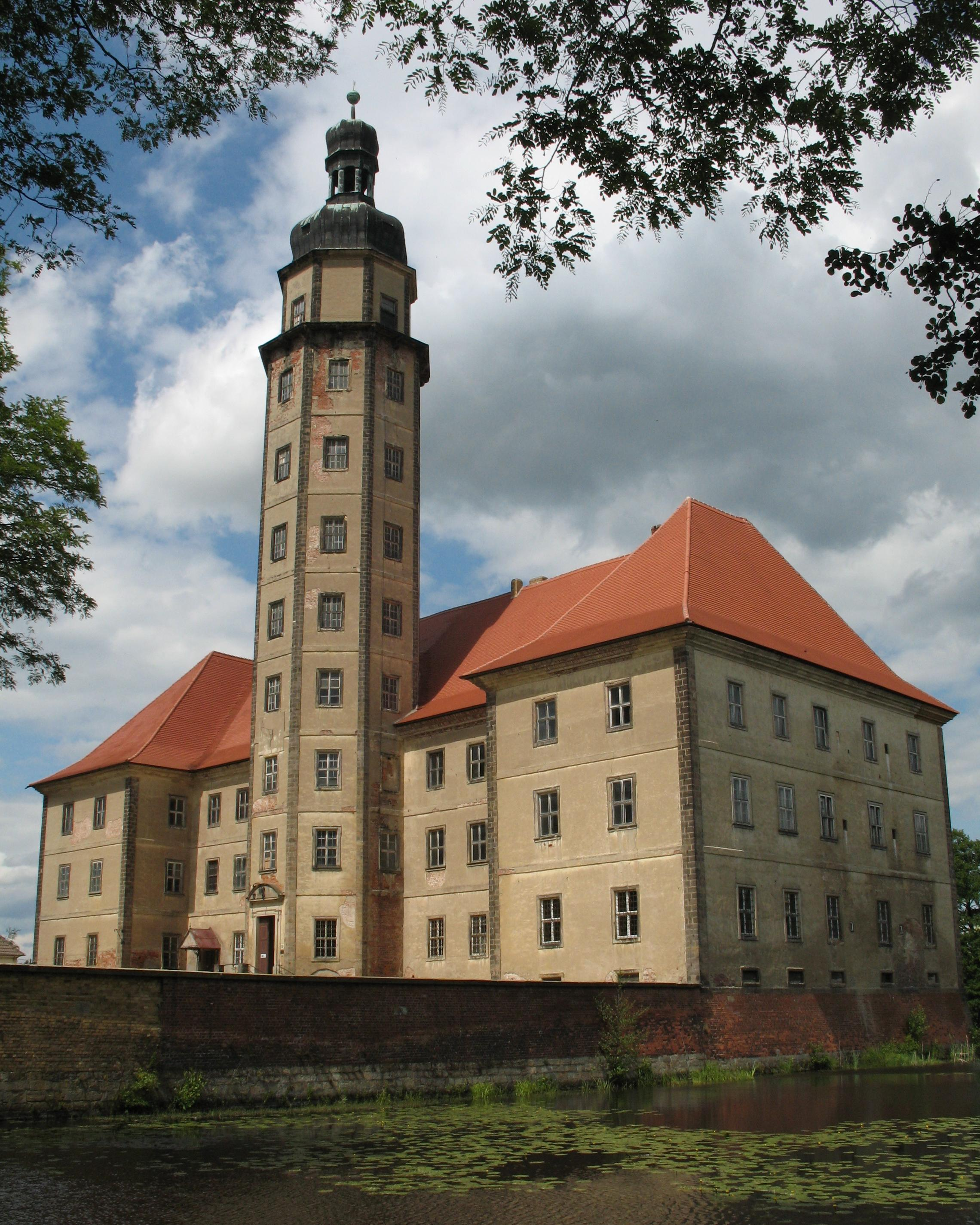
Zamek Reinharz